# Γ-ブチロラクトン

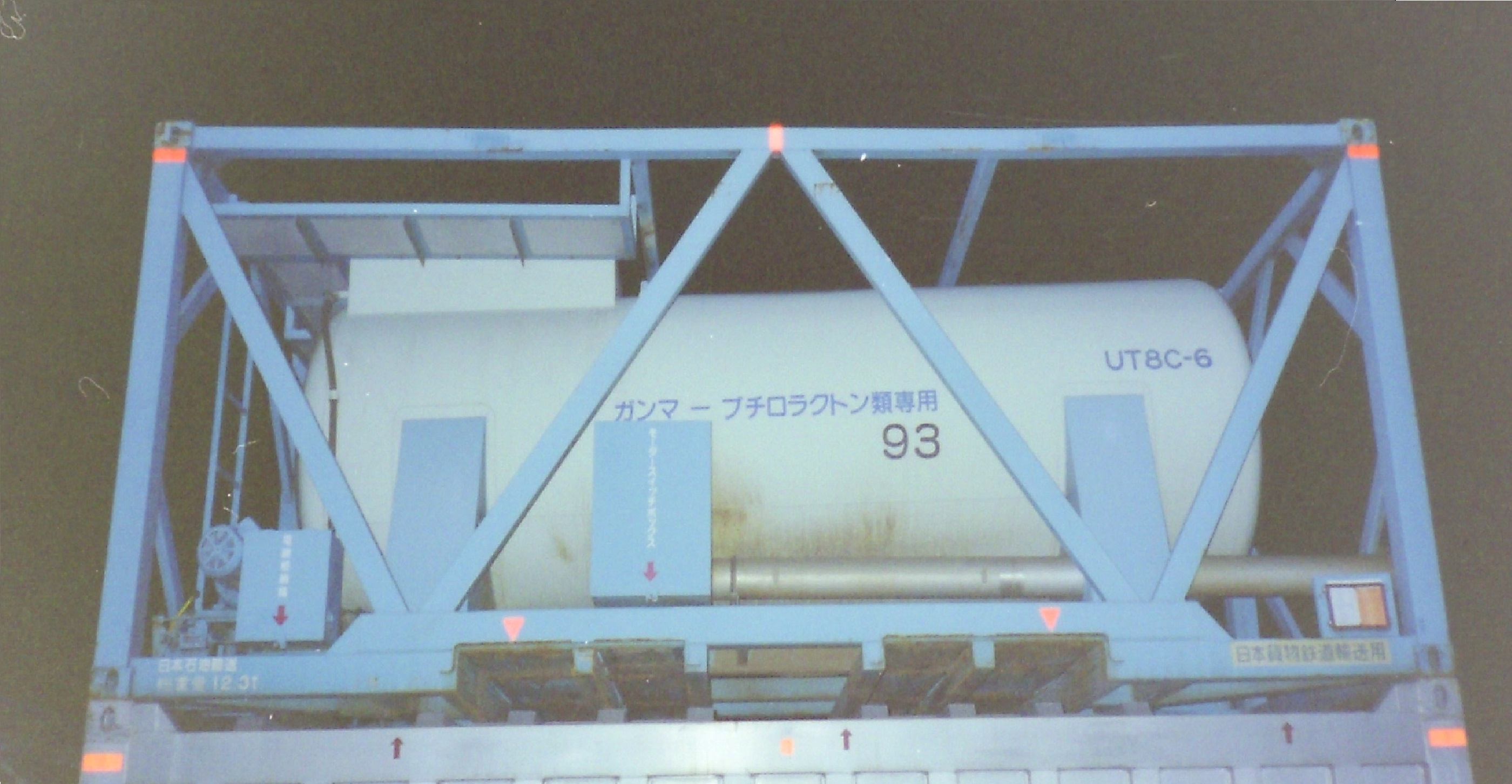
ガンマーブチロラクトンの鉄道輸送用にJR貨物より承認登録されて、日本石油輸送所有の鉄道私有コンテナ、UT8C-6。三重県／四日市駅にて、1995年11月4日撮影。

γ-ブチロラクトン（ガンマブチロラクトン、英: Gamma-Butyrolactone、略称: GBL）は化学式C4H6O2で表されるラクトンの一種である。水に可溶であり、独特の臭気を有している無色の液体である。化学の分野では有機溶媒や試薬として使われる。他にも臭気物質や染み抜き剤、接着剤や塗料のはがし剤としても用いられる。消防法に定める第4類危険物 第3石油類に該当する。

## 自然発生
GBLは混じり物なしの純粋なワインからも見つかることがある。これはGBLがワイン中で自然に生成してくるということを示している。ただし、通常は検出される量が約5μg/mLであり、一般的な液液抽出とGC-MSによる解析で容易に検出できる。

## 製造
GBLはγ-ヒドロキシ酪酸(GHB)を原料にして合成される。また収率は80%以下であるが、テトラヒドロフランの酸化により生成することも明らかとなっている。臭素酸ナトリウムを用いる場合は、硫酸水素カリウムを用いてin situ で発生させた臭素がTHFと反応していると考えられている。

## 反応
GBLはラクトンであるため、他のエステルと同様の加水分解を受ける。またリンと臭素を用いα位を臭素化した化合物は、クロトノラクトン合成の前駆体となる。

## 毒性
ヒトをはじめとする哺乳動物に対して、眠気やめまいを催す作用があるほか、長期摂取により臓器に障害を与える。
また、水性生物に毒性がある。